# Welterbe in Dominica

Zum Welterbe in Dominica gehört (Stand 2016) eine UNESCO-Welterbestätte des Weltnaturerbes. Dominica hat die Welterbekonvention 1995 ratifiziert, die bislang einzige Welterbestätte wurden 1997 in die Welterbeliste aufgenommen.

## Welterbestätten
Die folgende Tabelle listet die UNESCO-Welterbestätten in Dominica in chronologischer Reihenfolge nach dem Jahr ihrer Aufnahme in die Welterbeliste (K – Kulturerbe, N – Naturerbe, K/N – gemischt, (G) – auf der Roten Liste des gefährdeten Welterbes).
| Bild             | Bezeichnung                            | Jahr | Typ | Ref. | Beschreibung |
| ---------------- | -------------------------------------- | ---- | --- | ---- | --- |
| (weitere Bilder) | Nationalpark Morne Trois Pitons (Lage) | 1997 | N   | 814  | Der Nationalpark Morne Trois Pitons, um den 1387 m hohen Vulkan Morne Trois Pitons gelegen, schützt eine Landschaft, die durch vulkanische Formationen (Morne Watt) und tiefe Schluchten geprägt ist. |

## Tentativliste
In der Tentativliste sind die Stätten eingetragen, die für eine Nominierung zur Aufnahme in die Welterbeliste vorgesehen sind. Derzeit (2016) sind drei Stätten in der Tentativliste von Dominica eingetragen, die letzte Eintragung erfolgte 2015. Die folgende Tabelle listet die Stätten in chronologischer Reihenfolge nach dem Jahr ihrer Aufnahme in die Tentativliste.
| Bild                                 | Bezeichnung                          | Jahr | Typ | Ref. | Beschreibung |
| ------------------------------------ | ------------------------------------ | ---- | --- | ---- | ------------ |
|                                      | Fort Shirley                         | 2015 | K   | 6020 |              |
| Morne Diablotin Nationalpark         | Morne Diablotin Nationalpark         | 2015 | N   | 6021 |              |
| Soufrière Scotts Head Marine Reserve | Soufrière Scotts Head Marine Reserve | 2015 | N   | 6022 |              |